# Dicoma
Dicoma är ett släkte av korgblommiga växter. Dicoma ingår i familjen korgblommiga växter.

## Dottertaxa tillDicoma, i alfabetisk ordning[1]
- Dicoma aethiopica
- Dicoma alemannii-mazzocchii
- Dicoma anomala
- Dicoma antunesii
- Dicoma arenaria
- Dicoma bangueolensis
- Dicoma capensis
- Dicoma chatanensis
- Dicoma cuneneensis
- Dicoma dinteri
- Dicoma elegans
- Dicoma foliosa
- Dicoma fruticosa
- Dicoma galpinii
- Dicoma gillettii
- Dicoma hindiana
- Dicoma incana
- Dicoma kurumanii
- Dicoma macrocephala
- Dicoma montana
- Dicoma nachtigalii
- Dicoma niccolifera
- Dicoma obconica
- Dicoma paivae
- Dicoma picta
- Dicoma popeana
- Dicoma prostrata
- Dicoma schimperi
- Dicoma schinzii
- Dicoma scoparia
- Dicoma somalense
- Dicoma squarrosa
- Dicoma swazilandica
- Dicoma thuliniana
- Dicoma tomentosa
- Dicoma welwitschii